# Obszar kolejowy
Obszar kolejowy – powierzchnia gruntu określona działkami ewidencyjnymi, na której znajduje się droga kolejowa, budynki, budowle i urządzenia przeznaczone do zarządzania, eksploatacji i utrzymania linii kolejowej oraz przewozu osób i rzeczy.